# (34528) 2000 SW211
2000 SW211 (asteroide 34528) é um asteroide da cintura principal. Possui uma excentricidade de 0.05123490 e uma inclinação de 10.80195º.
Este asteroide foi descoberto no dia 25 de setembro de 2000 por LINEAR em Socorro.